# Schoenionta javanicola
Schoenionta javanicola là một loài bọ cánh cứng trong họ Cerambycidae.